# Касас-де-Дон-Антоніо
Касас-де-Дон-Антоніо (ісп. Casas de Don Antonio) — муніципалітет в Іспанії, у складі автономної спільноти Естремадура, у провінції Касерес. Населення — 200 осіб (2010).
Муніципалітет розташований на відстані близько 260 км на південний захід від Мадрида, 21 км на південь від Касереса.

## Демографія
Динаміка населення (INE ):

## Галерея зображень

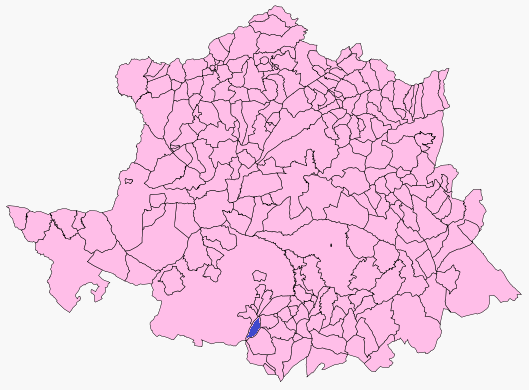
Розташування муніципалітету у провінції Касерес
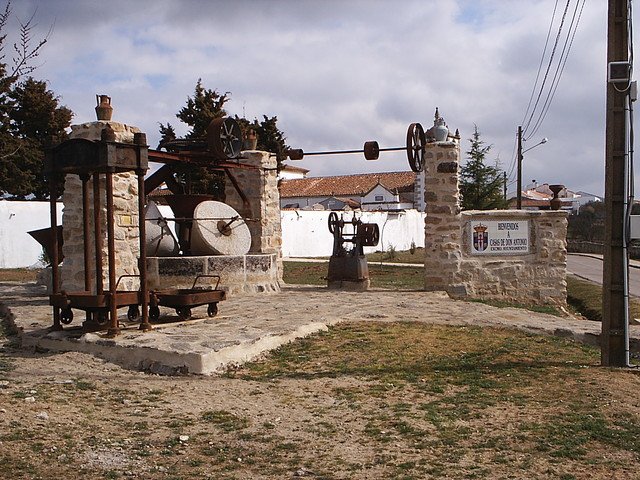
Касас-де-Дон-Антоніо